# Johanna av Burgund
Johanna av Burgund, född 24 juni 1293, död 12 september 1349, även kallad Johanna den Lama (franska: Jeanne la Boiteuse) var en fransk drottning, gift med kung Filip VI av Frankrike. Hon fungerade som makens politiska rådgivare, och tjänstgjorde som landets regent under hans frånvaro under hundraårskriget (1340, 1345–1346 och 1347), då de upprätthöll en politisk korrespondens.

## Biografi
Johanna av Burgund var dotter till Robert II av Burgund och Agnes av Frankrike och syster till Margareta av Burgund. Hon gifte sig 1313 med prins Filip av Valois, greve av Maine, Valois och Anjou. År 1328 tillföll den franska tronen hennes make, och de besteg tronen som kung och drottning av Frankrike. 
Johanna hade en nära relation till sin make. Hon agerade som hans politiska rådgivare, och han delegerade politiska uppgifter till henne. Hon kom att anses som Frankrikes de facto monark. Hennes politiska inflytande gjorde henne till en kontroversiell figur. Hon kallades "den lama manliga drottningen", och hennes lamhet ansågs vara ett tecken på ondska. 
Hon var regent då maken var på krigståg under hundraårskriget. Enligt kungens förordning från Clermont-en-Beauvaisis i augusti 1338 fick Johanna fullmakt att fungera som regent och sköta statens affärer närhelst det bedömdes som nödvändigt (då kungen var oförmögen och frånvarande). I förordningen fick hon uttryckligen rätten att sköta statens kassa och rättsskipning, medan endast krigspolitiken reserverades för kungen: hennes befogenheter gav henne i praktiken den potentiella möjligheten att agera som kungens medregent, och detta har pekats ut som en konsekvens av kungens bristande förtroende för sitt hov.
Hon ska, som burgundier, ha influerat maken att gynna personer från Burgund (nordöstra Frankrike), och därmed missgynna adeln från nordväst, något som kom att bli en kvarstående policy vid hovet även under hennes sons regeringstid.
Johanna av Burgund var intresserad av litteratur och gav order om översättning av många böcker.

## Barn
1. Johan II av Frankrike

## Galleri

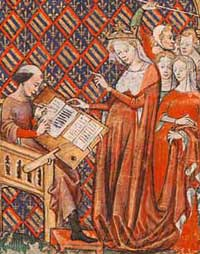
Jeanne de Bourgogne et Jean de Vignay